# Université de Parme
L'université de Parme (en italien, Università degli Studi di Parma) est une université italienne, basée à Parme, en Émilie. Elle est l'une des universités les plus anciennes au monde, ayant été fondée en 962 ; des documents qui datent du XIe siècle et XIIe siècle témoignent de la présence d'écoles institutionnelles et de maîtres surtout dans les matières juridiques.
Elle comprend actuellement 30 000 étudiants.

## Organisation
L'université de Parme se compose de 12 facultés qui sont :
- Agraire
- Architecture
- Économie
- Pharmacie
- Droit
- Ingénierie
- Lettre et philosophie
- Médecine et chirurgie
- Vétérinaire
- Sciences mathématiques, physiques et naturelles
- Psychologie
- Sciences politiques

## Campus
L'université de Parme est une des rares universités italiennes à disposer d'un campus qui est occupé par le pôle scientifique.
 
Les facultés qui se trouvent dans le campus sont : agraire, architecture, pharmacie, ingénierie et sciences mathématiques, physiques et naturelles.

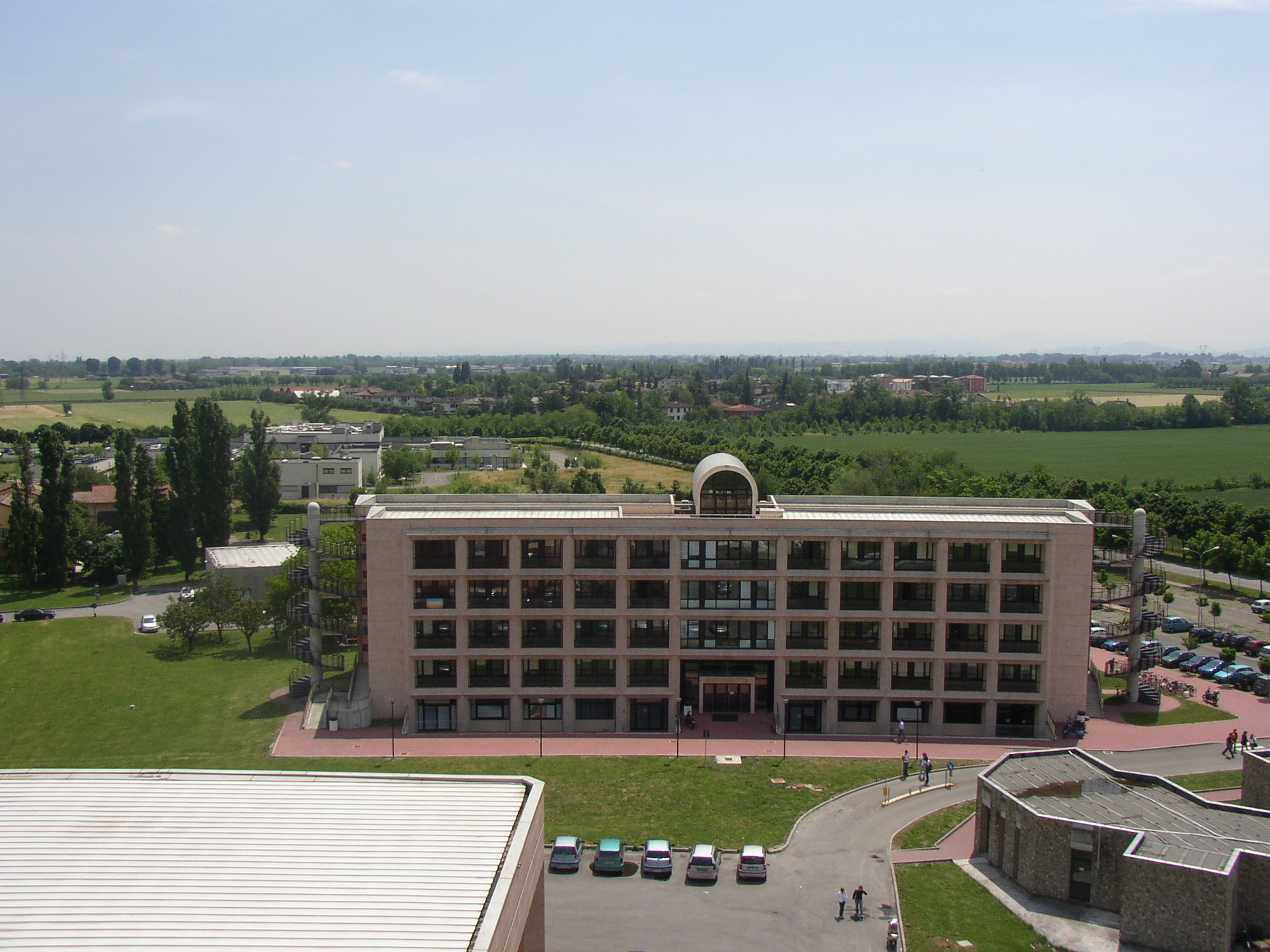
Département de mathématiques.
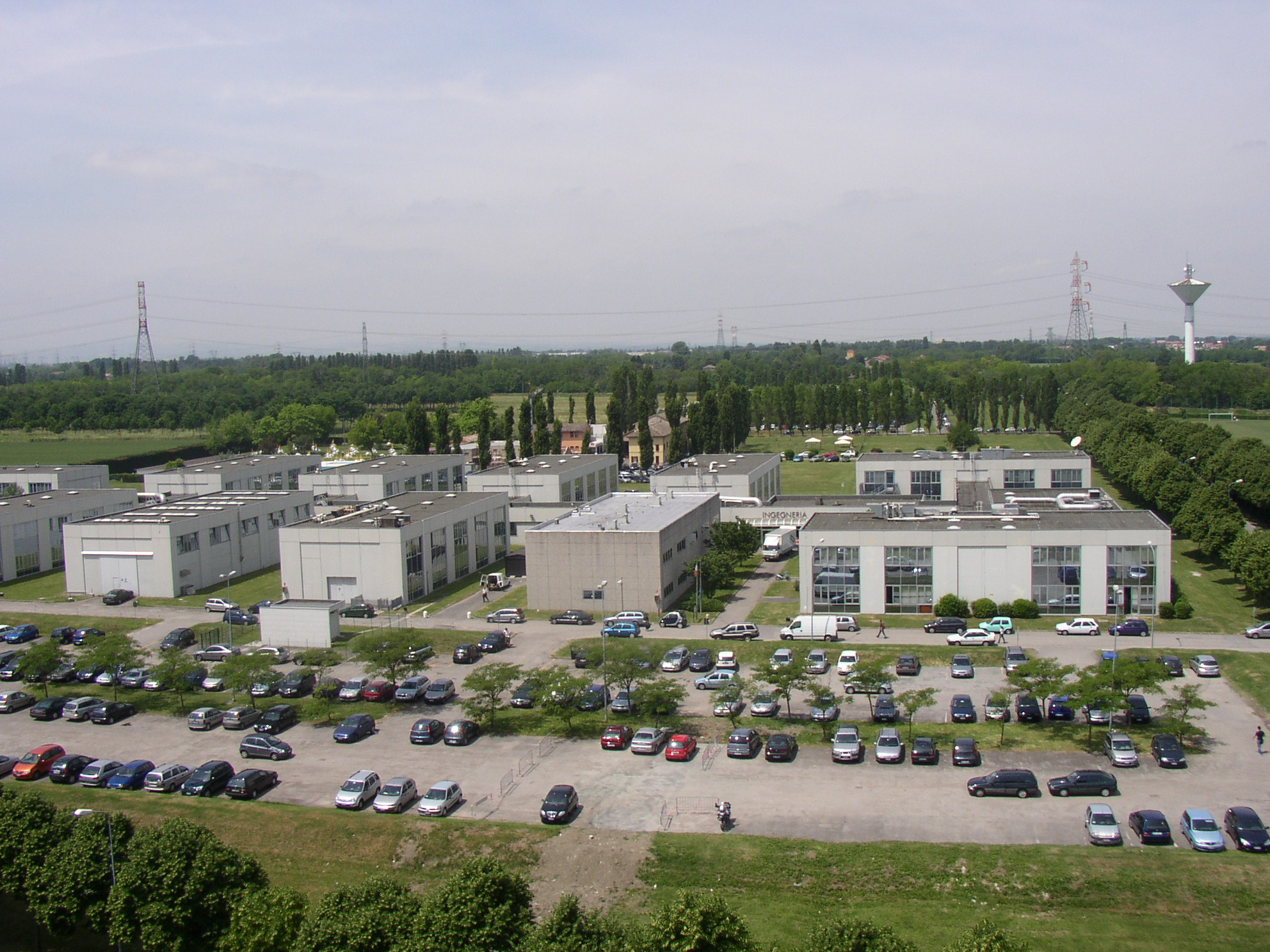
Département d'ingénierie.